# 岩手県道10号江刺室根線

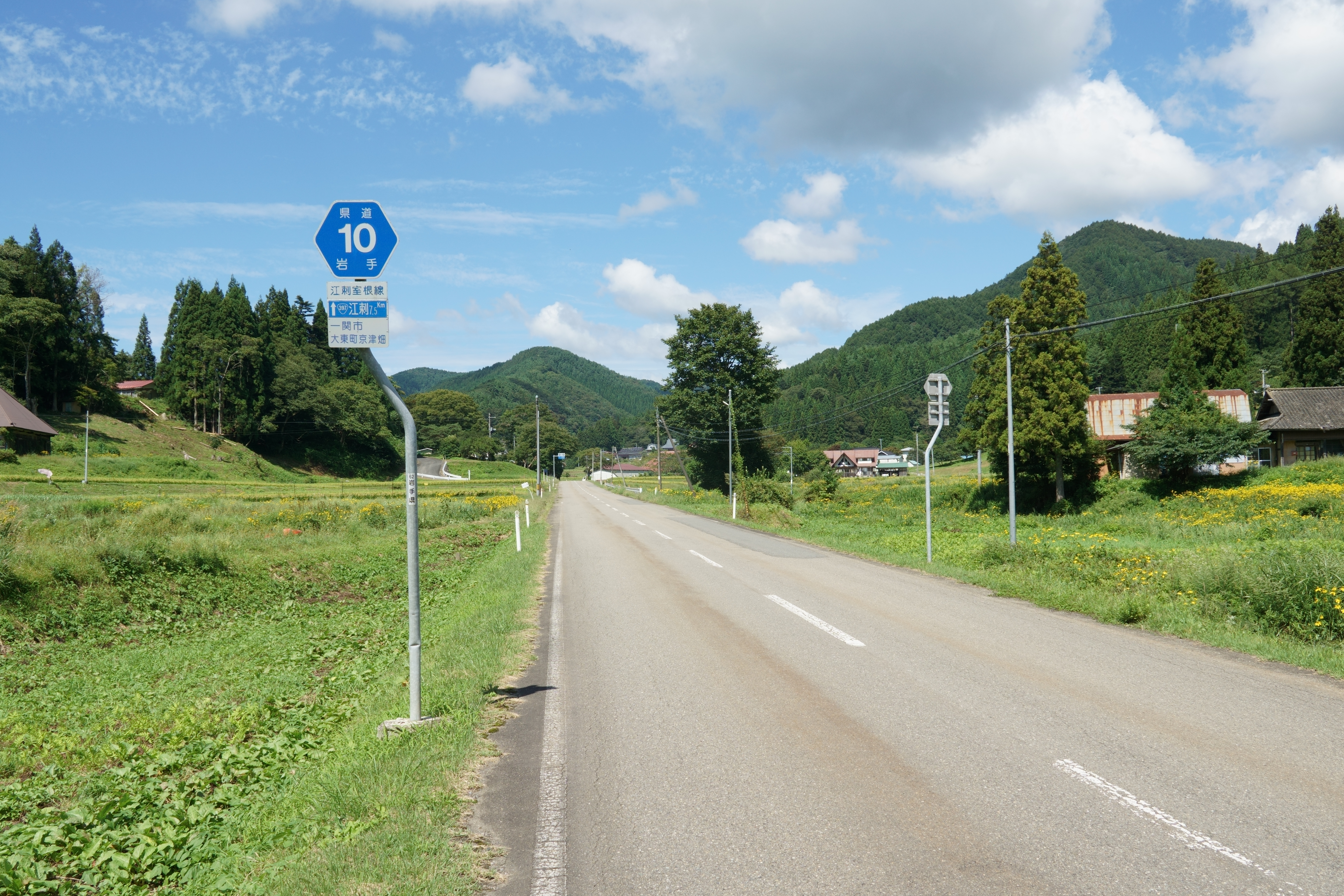
一関市大東町中川字根岸（2024年9月）

岩手県道10号江刺室根線（いわてけんどう10ごう えさしむろねせん）は、岩手県奥州市江刺から一関市室根町へ至る県道（主要地方道）である。

## 概要

### 路線データ
- 実延長：36,319.0 m[1]
- 起点：奥州市江刺[1]（国道397号交点）
- 終点：一関市室根町[1]（国道284号交点）

## 歴史
- 1959年（昭和34年）3月31日 - 伊手大原線、矢越大原線としてそれぞれ県道に認定される[2]。
- 1976年（昭和51年）4月1日 - 水沢住田線の一部、伊手大原線、矢越大原線が、住田室根線として建設省（現・国土交通省）から主要地方道の指定を受ける[3]。
- 1976年（昭和51年）10月1日 - 住田室根線として県道に認定される[1][4]。
- 1993年（平成5年）5月11日 - 住田室根線の一部が、江刺室根線として建設省から主要地方道の指定を受ける[5]。

## 路線状況

### 重複区間
- 国道343号：一関市大東町大原字立町 - 一関市大東町大原字一六

## 地理

### 通過する自治体
- 奥州市
- 一関市

### 交差する道路
- 国道397号（奥州市江刺伊手字口沢）
- 岩手県道262号沖田田原線（一関市大東町鳥海字川又）
- 岩手県道104号沖田渋民線（一関市大東町沖田字八日町）
- 国道343号・奥州方面（一関市大東町大原字立町）
- 国道343号・陸前高田方面（一関市大東町大原字一六）
- 国道284号（一関市室根町矢越字七日市）